# La Nova Cathalunya
La Nova Cathalunya que portava per subtítol: revista del modern moviment intel·lectual, va ser una publicació del Grup modernista de Reus que va sortir en aquella ciutat el 1896 i el 1898.

## Història
La revista, amb el nom de La Nova Catalunya, va ser fundada per Josep Aladern el 1895 a Sitges en una temporada que hi visqué, i la continuà a Alcover l'any 1896. Aladern, a Alcover, l'imprimia a la impremta la Saura, de la seva propietat, assistit pel seu germà Plàcid Vidal, encara de poca edat en aquell temps. En la seva etapa reusenca, a La Nova Cathalunya hi col·laboraven escriptors de Barcelona, amics de Josep Aladern, que ja havien publicat en l'etapa sitgetana. Quan Aladern es va traslladar a Reus i formà al seu entorn una tertúlia a la llibreria que havia obert, una de les primeres iniciatives del grup va ser la publicació d'una revista, per posar de manifest les inquietuds de la colla. Es va discutir molt entre els membres el nom que se li havia de posar, però Aladern va fer prevaler el nom de la seva publicació, afegint-hi només el subtítol. A Reus continua la segona època començada a Alcover i surt el setembre de 1896 amb el número 6 i una periodicitat bimestral, fins al número 10, pel novembre d'aquell any. El febrer de 1898 engega la tercera època, publicada totalment a Reus, fins als números 8/9 de juny d'aquell any. El director de l'etapa reusenca en va ser, naturalment, Josep Aladern, i hi col·laboraven Miquel Ventura, Màrius Ferré, Hortensi Güell, Joan Puig i Ferreter, Plàcid Vidal, Pere Cavallé i Xavier Gambús, o sigui, els components de la Colla de ca l'Aladern. Més tard s'uniren a la colla i a la revista Ròmul Salleres Josep Thous Puey, Ricard Català, Francesc Colom, Agustí Cubells, F. Cubells i Florentí, Lluís Quer, Miquel Barberà, Josep Recasens, Jaume Aiguader i Miró i Eugeni Fornells. La revista utilitzava l'ortografia etimològica de Miquel Ventura, i el títol es diferenciava del que portava a la primera època per la "h" intercalada al nom de Catalunya. Miquel Ventura deia, amb modèstia, que els redactors de la publicació "la llegiem i rellegiem amb entusiasme, però fora de nosaltres no la llegia ningú". Plàcid Vidal deia que estava escrita amb pretensió i bona fe. En forma de fulletó va començar-s'hi a publicar el quadre dramàtic d'Ignasi Iglésias Lladres, i es va dedicar quasi un número sencer a Santiago Rusiñol quan aquest va publicar L'alegria que passa. També van publicar algunes entrevistes i traduccions de Gabriele D'Annunzio fetes per Joan Pérez-Jorba. Joan Puig i Ferreter, que havia debutat com a poeta a Reus Tranquil, també imprès per l'Aladern, va seguir publicant versos a La Nova Cathalunya. Els altres redactors i col·laboradors hi van dedicar tot el seu enginy i la seva sapiència, perquè la publicació fos una revista important. Mostra les tendències que van dominar en la joventut de final de segle en una important ciutat catalana, i resulta un bon document de l'època. El periodista i historiador reusenc Gras i Elies diu que va néixer de la il·lusió de les tertúlies literàries de la llibreria "La Regional", portada per l'Aladern.
El primer número de la tercera època va sortir l'11 de febrer de 1898, amb una capçalera dibuixada per Antoni Soler, amb el títol que corria en forma de ventall a l'entorn de l'escut de Catalunya i dos angelets voleiaven, l'un amb una trompeta i l'altre amb una branca de llorer. Diversos motius decoratius completaven la composició. L'últim número va sortir el 18 de juny de 1898. El nombre de pàgines era variable, i mesurava 22 cm. Els exemplars coneguts són a la Biblioteca de Catalunya i a l'Arxiu Històric de Barcelona. Al desaparèixer aquesta revista, la Colla modernista va publicar Lo Ventall.